# Lijian-1
Lijian-1 (chinesisch 力箭一号, Pinyin Lìjiàn Yīhào), auch bekannt unter der historischen Bezeichnung ZK-1A bzw. 中科一号甲,  Zhōngkē YīHào Jiǎ und als Kinetica-1, ist eine Trägerrakete des chinesischen Raumfahrtunternehmens CAS Space, einer Ausgründung des Instituts für Mechanik der Chinesischen Akademie der Wissenschaften. Der Name – wörtlich „Kraftpfeil“ – leitet sich von „Kraftkunde“ (力学 ‚Lehre der Kraft‘), dem chinesischen Ausdruck für „Mechanik“, und „Feuerpfeil“ (火箭), dem chinesischen Ausdruck für „Rakete“ ab, bedeutet also „Rakete des Instituts für Mechanik“. Im Englischen wird die Rakete auch als „Powerrocket 1“ bzw. „PR-1“ bezeichnet.

## Technik
Die Lijian-1 ist eine vierstufige Feststoffrakete, die am Zentrum für Raumflugtechnologie des Instituts für Mechanik unter Beteiligung von Ingenieuren der Zhongke Raumfahrterkundungstechnik GmbH entwickelt wurde. Die Raketenstufen werden, wie Stand 2022 bei allen chinesischen Raumfahrtunternehmen, von der Akademie für Feststoffraketentriebwerkstechnik geliefert, der Führungsgesellschaft der staatlichen China Aerospace Science and Technology Corporation für das Geschäftsfeld Feststofftriebwerke.
Die Rakete besitzt ein Startgewicht von 135 t, das Triebwerk der mit 71 t Treibstoff gefüllten Erststufe entwickelt einen Startschub von 2000 kN. Die Brennkammer der insgesamt gut 80 t schweren Erststufe besteht aus kohlenstofffaserverstärktem Kunststoff mit Kohlenstofffasern vom Typ T700 wie sie zum Beispiel auch für Fahrradrahmen eingesetzt werden. Die 2. Stufe ist mit 35 t Treibstoff gefüllt und besitzt einen Schub von 1100 kN, die 3. Stufe ist mit 10 t Treibstoff gefüllt und besitzt einen Vakuumschub von 450 kN.
Die Lijian-1 ist 30 m lang, die ersten beiden Stufen besitzen einen Durchmesser von 2,65 m. Es stehen zwei verschiedene Nutzlastverkleidungen mit einem Durchmesser von 2,65 m oder 3,35 m zur Verfügung. Die Rakete kann bis zu 2 t in eine um 40° zum Äquator geneigte Umlaufbahn von 200 km Höhe oder 1,5 t in eine 500 km hohe sonnensynchrone Umlaufbahn bringen.
Die vierte Raketenstufe ist nach dem Brennende des kugelförmigen Feststoffmotors mit 1,30 m Durchmesser (2 t Treibstoff, Vakuumschub 100 kN) durch vier wiederzündbare Lageregelungstriebwerke lenkbar, was den Transport mehrerer Satelliten und ihr Aussetzen in leicht verschiedenen Umlaufbahnen ermöglicht. Mit den Lageregelungstriebwerken wird die Oberstufe nach dem Abschluss der Mission in die Atmosphäre gesteuert, wo sie verglüht.

## Startvorbereitung
Die Zhongke Raumfahrterkundungstechnik GmbH verfügt auf dem Kommerziellen Startgelände des Kosmodroms Jiuquan über ein 13 ha großes Areal mit einer Werkhalle, wo bis zu 10 der ursprünglich in Peking, ab August 2022 auf der Fertigungsbasis für Raumflugtechnologie der Firma in Guangzhou hergestellten Raketen montiert und zwischengelagert werden können. Sechs Monate nachdem ein Kunde den Vertrag unterzeichnet hat, kann der Start stattfinden, wobei für die Arbeiten auf dem Kosmodrom sieben Tage angesetzt sind.
Nach dem Verschließen der Nutzlastverkleidung und dem Aufsetzen der 4. Stufe in der Werkhalle bringt ein vielachsiger Transporter die Rakete – zum Zeitpunkt ihres Erstflugs am 27. Juli 2022 die größte Feststoffrakete Chinas – zur firmeneigenen, speziell für die Lijian-1 gebauten Startrampe (力箭一号发射工位).
Hierbei handelt es sich um eine von einer fahrbaren Halle überdachte, fest montierte Aufrichtvorrichtung mit einem Flammengraben an dem der Hydraulik entgegengesetzten Ende, über den die Abgase des Triebwerks von der Rampe weggeleitet werden. Der Transporter bugsiert die Rakete rückwärts zwischen die beiden Arme der Aufrichtvorrichtung und verlässt dann die Halle.
Während der folgenden, mehrtägigen Überprüfung bleibt die Rakete in ihrer horizontalen Position, sodass die Techniker, ohne mehrere Dutzend Meter hochklettern zu müssen, alle Stellen an der Rakete problemlos erreichen können. Wenn die Rakete einmal ausgereift ist, sollen hier nicht mehr als 20 Personen beschäftigt sein, deren primäre Aufgabe es ist, Messdaten per Satellit oder Internet an das Zentrum für Raumflugtechnologie in Peking zu übertragen, wo sie ausgewertet werden. In dringenden Fällen wie dem Start von Erdbeobachtungssatelliten bei Naturkatastrophen kann diese Phase auf einige Stunden reduziert werden. Anschließend wird die Halle nach vorne weggefahren und die Rakete aufgerichtet. Hierbei ist sie, wie schon während des Transports, am oberen Ende der 2. und der 3. Stufe mit jeweils zwei Haltearmen fixiert. Nun erfolgt eine abschließende Überprüfung durch auf dem Kosmodrom stationierte Soldaten der Strategischen Kampfunterstützungstruppe. Auch die Startabwicklung und die Bahnverfolgung bis zum Erreichen des Orbits erfolgt durch die Strategische Kampfunterstützungstruppe auf dem Kosmodrom. Langfristig wird jedoch angestrebt, dies in die Hände der Firma zu übertragen. Prinzipiell kann der Start mit zwei Computern abgewickelt werden – einer für die Steuerung der Startrampe und Zündung (der Ablauf erfolgt im Regelfall vollautomatisch), einer für die Telemetrie.
Vor dem Start werden die Haltearme weggeklappt und die Aufrichtvorrichtung wieder zurück in die horizontale Position gebracht. Die von zwei unweit der Rampe positionierten Blitzableitertürmen geschützte Rakete steht nun völlig frei. Von der Rampe sind Starts in alle Richtungen zwischen Osten (also mit der Erdumdrehung), Norden (Polarbahnen) und Westen (rückläufige Umlaufbahn) möglich, nicht jedoch nach Süden. Dort befindet sich in 100 km Entfernung die „Erprobungs- und Ausbildungsbasis der Luftwaffe der chinesischen Volksbefreiungsarmee“, Asiens größter Militärflughafen.
Außerdem arbeitet man an einer Möglichkeit für Seestarts vom Ostchinesischen Raumfahrthafen. Damit ließe sich die Startfrequenz – gutes Wetter vorausgesetzt – auf bis zu 20 Starts pro Jahr erhöhen. Hierfür entwickelte CAS Space eine sogenannte „schwimmende Plattform“ (浮式平台), wobei „schwimmend“ hier nicht den Seestart an sich  meint, sondern die Entkopplung des Startturms von den Bewegungen des Startschiffs. Im Rahmen des Projekts „Satellitenstarts und -landungen auf See“, das von der Provinz Shandong aus ihrem Fonds für wichtige wissenschaftlich-technische Innovationen (山东省重大科技创新工程) gefördert wird, hatte die Jiaotong-Universität Shanghai ein künstliches neuronales Netzwerk mit Lang- und Kurzzeitgedächtnis entwickelt, mit dem insbesondere bei Starts jenseits der Küstengewässer die durch den Seegang hervorgerufenen Bewegungen des Schiffs extrem schnell vorhergesagt und modelliert werden können. Darauf aufbauend konstruierte CAS Space eine Mechanik, die, in mehreren Zeitphasen reagierend, diese Bewegungen in Echtzeit ausgleicht und auch auf hoher See Heißstarts ermöglicht, bei denen die Rakete nicht, wie bei der Changzheng 11, zuerst mit Pressluft aus einer Startröhre geschleudert wird und ihre Triebwerke erst in großer Höhe zündet, sondern, wie die Jielong-3, direkt von Schiff aus startet.
Während die chinesischen Seestarts bislang von Begleitschiffen aus abgewickelt wurden, strebt CAS Space danach, dies von Land aus zu tun – der Startknopf wird in Haiyang gedrückt, die Rakete hebt im Südchinesischen Meer ab. Eines der Probleme hierbei ist der Funkverkehr auf den Schifffahrtsstraßen, der Störungen verursachen kann. Daher entwickelte das Forschungsinstitut 709 der China State Shipbuilding Corporation – ebenfalls im Rahmen des Projekts „Satellitenstarts und -landungen auf See“ – ein System zur Messung der elektromagnetischen Umgebung bei Seestarts, das mit hoher Dichte das gesamte Frequenzspektrum überwacht. Die Startabwicklung erfolgt über kürzere Strecken mit Mikrowellen-Richtfunk oder über lange Entfernung per Satellitenkommunikation.
Am 12. Januar 2023 wurde das Seestart-Konzept der CAS Space von einer Expertenkommission der kreisfreien Stadt Haiyang, die die Aufsicht über den Ostchinesischen Raumfahrthafen hat, als machbar gebilligt. Dies steht im Zusammenhang mit der Dongfang-Huiyan-Konstellation (东方慧眼星座, „Kluge Augen Ostchinas“) des Ostchinesischen Raumfahrthafens, bei der bis 2030 mehr als 200 Satelliten gestartet werden sollen, die neben Erdbeobachtung auch zu Navigations- und Kommunikationszwecken dienen sollen. Der erste Testsatellit Yantai 1 (烟台一号), auch bekannt als Luojia 3-01 (珞珈三号01星), wurde am 15. Januar 2023 vom Kosmodrom Taiyuan aus gestartet.

## Startliste
Dies ist eine Liste aller Lijian-1-Starts, Stand 23. Mai 2025.
| Lfd. Nr. | Datum (UTC)         | Startplatz | Nutzlast | Art/Zweck der Nutzlast                                                                                                | Umlaufbahn | Anmerkungen                  |
| -------- | ------------------- | ---------- | --- | --- | ---------- | ---------------------------- |
| 1        | 27. Juli 2022 04:12 | Jiuquan    | SATech-01 GDTS Jinan 1 DZS 1, 2 Nanyue Kexue                                                                      | TE/Sonnenbeobachtung, Gammaastronomie Dichte der Thermosphäre ◻ Quantenschlüsselaustausch 2× TE ◻ TE/Erdbeobachtung ◻ | SSO        | Erfolg Erstflug der Lijian-1 |
| 2        | 7. Juni 2023 04:10  | Jiuquan    | Fucheng-1 Tianyi-26 Shiyan-24A Shiyan-24B Xi’an Hangtou 8 CXPD Cubesat Weitere                                    | InSAR-Satellit TE Umweltschutz Prototyp für Polar-2 20 Kleinsatelliten                                                | SSO        | Erfolg                       |
| 3        | 23. Jan. 2024 04:03 | Jiuquan    | 5× Taijing | Erdbeobachtung | SSO        | Erfolg                       |
| 4        | 24. Sep. 2024 23:33 | Jiuquan    | CAS-01, CAS-02 Jilin-1 SAR 01A Yunyao-1 21+22                                                                     | 2× Radarsatellit Radarsatellit 2× Wettersatellit                                                                      | SSO        | Erfolg                       |
| 5        | 11. Nov. 2024 04:03 | Jiuquan    | Jilin-1 Gaofen-05B Jilin-1 Pingtai 02A03 Yunyao-1 31–36 Shiyan-26 A, B, C Xiguang-1 04, 05 Tianyan-24 IRSS-1/OL-1 | Erdbeobachtung 6× Wettersatellit 3× TE 2× Fernerkundung Aufklärung                                                    |            | Erfolg                       |
| 6        | 27. Dez. 2024 01:03 | Jiuquan    | | |            | Fehlschlag                   |
| 7        | 21. Mai 2025 04:05  | Jiuquan    | Taijing-3 04 Taijing-4 02A Xingrui-11 Xingjiyuan-1 Cube-108-001 Xiguang-1 02                                      | Fernerkundung Erdbeobachtung                                                                                          |            | Erfolg                       |

Die Abkürzung „TE“ steht für „Technologieerprobung“, also das Testen neuer Satellitentechnik. Das Symbol ◻ kennzeichnet Cubesats.